# Binodoxys pterastheniae
Binodoxys pterastheniae är en stekelart som först beskrevs av Jaroslav Stary och Remaudiere 1977.  Binodoxys pterastheniae ingår i släktet Binodoxys och familjen bracksteklar. Inga underarter finns listade.